# 基内西亚斯
基内西亚斯（英語：Cinesias (poet)），（前450年—前390年）。古希腊雅典抒情（尤其是酒歌）诗人之一，曾受到阿里斯多芬、斐莱克拉特斯、柏拉图以及吕西亚斯等人的诟病。他的作品现已经失传。